# La presa di Roma
La presa di Roma er en italiensk stumfilm fra 1905 af Filoteo Alberini.